# Assembleia Nacional Francesa
A Assembleia Nacional Francesa (em francês: Assemblée Nationale) é a câmara baixa do Parlamento da França, ao lado da câmara alta, o Senado (Sénat). A Assembleia, como se apresenta atualmente, teve suas bases lançadas durante a Revolução.
A Assembleia Nacional é composta por 577 membros, denominados députés (ou deputados) e eleitos através do sistema a duas voltas, sendo que cada um representa uma circunscrição eleitoral (distrito). Dentre os 577 assentos, 289 são necessários para estabelecer uma maioria da câmara. O partido com maior número de assentos elege o Presidente da Assembleia, que deverá presidir as sessões com o auxílio de uma mesa diretora. Seguindo uma tradição originária da Nacional Constituinte de 1789, os deputados aliados à ideologia esquerdista sentam-se à esquerda da tribuna, enquanto os aliados à ideologia direitista mantém-se à direita da tribuna.
A sede oficial da Assembleia Nacional é o Palais Bourbon, situado às margens do rio Sena, em Paris.

## Estrutura
Os deputados são eleitos por sufrágio universal com sistema a duas voltas para que exerçam mandato de cinco anos, sujeito à dissolução por parte do Presidente da República. Em seu sistema eleitoral, a França é dividida em distritos de 100 000 habitantes, cada um deles.
Ainda de acordo com a lei francesa, a divergência entre o número de habitantes dos distritos não deve exceder 20% da população de um departamento. O número de assentos da Assembleia é diretamente proporcional ao número de distritos, incluindo os distritos das possessões marítimas. O deputado representante de um departamento é chamado "oficial" e para elegê-lo são necessários 5% dos votos do respectivo departamento.
Os 577 deputados, subdividem-se em:
- 570 "oficiais";
- 5 representantes das Coletividades de ultramar (Polinésia, Wallis e Futuna e Saint-Pierre e Miquelon);
- 2 representantes da Nova Caledónia.

Os grupos parlamentares são divididos de acordo com a ideologia dos partidos eleitos. Na França é frequente a distinção entre partidos "com representação", ou seja, que obtiveram votos para a Assembleia Nacional, e os "partidos regionais". Dentre os grupos parlamentares há também os partidos que não firmam suas alianças, mantendo-se independentes entre si por questões ideológicas.

## Sede
O Palais Bourbon foi projetado por Lorenzo Giardini a pedido de Luís XIV como presente para sua filha Luísa Francisca, Duquesa de Bourbon. A obra durou de 1722 a 1728. Após o período da Restauração Bourbon, o palácio tornou-se sede da Assembleia Nacional. De suas escadarias, têm-se uma vista das Tulherias, da Praça da Concórdia (Place de la Concorde) e da Igreja de la Madeleine, todos estes na margem oposta do rio Sena.
A Assembleia Nacional também ocupa outros prédios adjacentes para anexo de gabinetes dos deputados.

## Estrutura atual
| Grupo | Grupo                              | Ideologia             | Espectro        | Mandatos  |
| ----- | ---------------------------------- | --------------------- | --------------- | --------- |
|       | Reagrupamento Nacional             | Nacionalismo francês  | Extrema-direita | 126 / 577 |
|       | Juntos pela República              | Liberalismo           | Centro          | 99 / 577  |
|       | França Insubmissa                  | Populismo de esquerda | Esquerda        | 72 / 577  |
|       | Partido Socialista                 | Social-democracia     | Centro-esquerda | 66 / 577  |
|       | Os Republicanos                    | Conservadorismo       | Centro-direita  | 47 / 577  |
|       | Os Ecologistas                     | Ecologismo            | Centro-esquerda | 38 / 577  |
|       | Movimento Democrático              | Social liberalismo    | Centro          | 36 / 577  |
|       | Horizons                           | Liberalismo económico | Centro-direita  | 31 / 577  |
|       | Liberdades e Territórios           | Regionalismo          | Pega-tudo       | 21 / 577  |
|       | Esquerda Democrática e Republicana | Socialismo            | Esquerda        | 17 / 577  |
|       | Para a direita !                   | Nacionalismo francês  | Extrema-direita | 16 / 577  |
|       | Não-Inscritos                      | -                     | -               | 8 / 577   |